# ميلينكو فوكسيفيتش
ميلينكو فوكسيفيتش (بالسويدية: Milenko Vukcevic)‏ هو لاعب كرة قدم بوسني وسويدي في مركز الوسط، ولد في 14 سبتمبر 1966 في توزلا في البوسنة والهرسك. لعب مع نادي ديجرفورس.

## وصلات خارجية
- ميلينكو فوكسيفيتش على موقع قاعدة بيانات كرة القدم.إي يو (الإنجليزية)